# Stenasellus galhanoae
Stenasellus galhanoae är en kräftdjursart som beskrevs av Pedro Ivo Soares Braga 1962. Stenasellus galhanoae ingår i släktet Stenasellus och familjen Stenasellidae. Inga underarter finns listade i Catalogue of Life.